# Liste der Mitglieder der National Academy of Sciences/2000
Im Jahr 2000 wählte die National Academy of Sciences der Vereinigten Staaten 75 Personen zu ihren Mitgliedern.

## Neugewählte Mitglieder
- Alexei A. Abrikosov (1928–2017)
- Peter C. Agre
- J. Roger P. Angel
- Marsha J. Berger
- Howard Brenner (1929–2014)
- Steven P. Briggs
- Robert L. Byer
- Moses H. Chan
- Rita R. Colwell
- Eric A. Cornell
- Robert J. Cousins
- Francis A. Dahlen, Jr. (1942–2007)
- Jack E. Dixon
- Simon K. Donaldson
- Kenneth B. Eisenthal
- Stanley Fields
- Jean M. J. Frechet
- Reinhard Genzel
- Lila R. Gleitman (1929–2021)
- Sen-itiroh Hakomori
- Susan Hanson
- Martha P. Haynes
- Arthur M. Jaffe
- Charles A. Janeway, Jr. (1943–2003)
- Shirley W. Jeffrey (1930–2014)
- William A. Jury
- Jon H. Kaas
- Thomas Kailath
- Yoshito Kaziro (1929–2011)
- James P. Kennett
- Richard D. Kolodner
- Robert H. Kraichnan (1928–2008)
- Willem J. M. Levelt
- Simon A. Levin
- Roderick MacKinnon
- Robert W. Mahley
- Joan Massague
- Barbara J. Meyer
- Jacob Mincer (1922–2006)
- Michael E. Moseley (1941–2024)
- Shigetada Nakanishi
- Roddam Narasimha
- Eviatar Nevo
- William T. Newsome
- David R. Nygren
- Eric N. Olson
- Peter Palese
- Jeffrey D. Palmer
- George C. Papanicolaou
- Armando J. Parodi
- Walter C. Pitman, III (1931–2019)
- Alejandro Portes
- A. R. Ravishankara
- Douglas C. Rees
- Kenneth A. Ribet
- Richard H. Scheller
- Joseph Schlessinger
- A. M. Celal Sengor
- Nicholas J. Shackleton (1937–2006)
- Eric M. Shooter (1924–2018)
- Robert M. Silverstein (1916–2007)
- Sean C. Solomon
- T. N. Srinivasan (1933–2018)
- Peter J. Stang
- Bruce W. Stillman
- Leonard Susskind
- Akira Tonomura (1942–2012)
- Leslie G. Ungerleider
- Martinus J. G. Veltman (1931–2021)
- Grace Wahba
- Robert H. Waterston
- Rainer Weiss
- Michael J. Welsh
- Tim D. White
- Reed B. Wickner